# يوسف البرم الثقفي
يوسف البرم الثقفي كان زعيمًا متمردًا ضد الخلافة العباسية في خراسان في سبعينيات القرن السابع.
لا تتوفر سوى تفاصيل قليلة عن أصله. كان والده يُدعى إبراهيم، وحسب اليعقوبي، كان مولى لبني ثقيف في بخارى. لم تُذكر معتقدات يوسف الدينية؛ كما أن معنى لقب "البرم" غير معروف.
كانت ثورة يوسف واحدة من سلسلة من الثورات في خراسان خلال العصر العباسي المبكر، مثل ثورة المُقنع في نفس الوقت تقريبًا. إن دوافع الثورة غامضة إلى حد ما. تعطي المصادر في العصور الوسطى أسبابًا دينية، بما في ذلك الدعوة التقليدية إلى "الأمر بالمعروف والنهي عن المنكر"، ولكنها متناقضة: فبعضهم يسميه خارجيًّا، بينما يتهمه آخرون بالكفر والادعاء بأنه نبي. وفقًا لـ كليفورد إدموند بوزورث: "يبدو أن الثورة كانت سياسية في الأساس وموجهة ضد السلطة التعسفية للخليفة وحكامه". من غير المعروف متى اندلعت الثورة بالضبط، باستثناء أنها كانت في عهد حميد بن قحطبة حاكم خراسان، والتي بدأت في عام 768 م. وانتشرت في جميع أنحاء جنوب خراسان (ما هو الآن شمال أفغانستان)، وهي مناطق بادغيس، ومرو الروض، وجوزجان، وطالقان.
وقد أثارَته عروض العفو (الأمان) من الخليفة المهدي (حكم 775-785 م)، ولكن هُزم في النهاية وأُسر في 776/7 م إما على يد يزيد بن مزيد أو سعيد بن سالم. أُحضِر يوسف إلى بغداد، حيث أُعدم صلبًا على يد هرثمة بن أعين، الذي فقد أخاه بسبب تمرد يوسف.
قاد منصور بن عبد الله بن يوسف (حفيد يوسف)، ثورة فاشلة في خراسان أثناء خلافة المأمون (حكم 813-833 م). لقد هُزِم وقُتِل. ويُشهد أن حفيدًا آخر، اسمه يوسف بن منصور، كان موجودًا مع ابن ليوسف اسمه الحسين بن يوسف، أثناء الحرب الأهلية العباسية في عامي 865 و866 م.